# Hélène de Fougerolles
Hélène Christine Marie Rigoine de Fougerolles, född 25 februari 1973 i Vannes, är en fransk skådespelare.

## Biografi
Hélène de Fougerolles, som är dotter till Alain Rigoine de Fougerolles och Anne Saumay de Laval, började studera teater vid femton års ålder.
Hon fortsatte att studera skådespeleri i Paris och vid Actors Studio i New York. I sitt första och hittills enda scenframträdande spelade hon titelrollen i Occupe Toi d'Amélie vid Théâtre de la Michodière i Paris september 2012 till maj 2013. Hon var gift med Éric Hubert 1997–2004 och de har dottern Shana, född 2003.

## Filmografi (i urval)
- 1993 – Le Mari de Léon
- 1994 – Drottning Margot
- 1994 – Le Péril jeune, regi Cédric Klapisch
- 1992–1995 – Le Collège des cœurs brisés (TV-serie)
- 1996 – When the Cat's Away, regi Cédric Klapisch
- 1995–1997 – Avocat d'office (TV-serie)
- 2000 – The Beach, regi Danny Boyle
- 2002 – Hafið, regi Baltasar Kormákur
- 2005 – E är lika med mc2. En historia om en ekvation (TV-serie)
- 2009 – Mutants
- 2011 – Moi et ses ex
- 2013 – Le collier du Makoko
- 2015 – Le Secret d'Élise (TV-serie)
- 2016 – Les Liens du cœur
- 2018–2020 – Balthazar (TV-serie)